# Bergelshof
Bergelshof ist ein Ortsteil der Stadt  Nabburg im Oberpfälzer Landkreis Schwandorf (Bayern).

## Geografie
Bergelshof liegt an der Staatsstraße 2040, etwa 2 Kilometer nordwestlich der Bundesautobahn 93, 2,3 Kilometer südöstlich der Bundesautobahn 6 und ungefähr 3,5 Kilometer südlich von Nabburg. Nördlich von Bergelshof liegt die Polizeikaserne der VII. Bereitschaftspolizeiabteilung - Außenstelle Nabburg.
Südöstlich von Bergelshof erhebt sich der 485 Meter hohe Galgenberg und daran anschließend, südlich von Bergelshof, der 469 Meter hohe Diebssteig. Nordwestlich von Bergelshof liegt das 488 Meter hohe Bergholz und der 509 Meter hohe Etzelhofer Rangen.

## Geschichte
Bergelshof wird als Perngershof am 22. April 1406 erstmals schriftlich erwähnt, als der Hof und eine Öde an Niklas dem Romer, Bürger zu Nabburg übergeben wurde. Vorher hatte Chunrad der Romer den Hof inne.
Bergelshof (auch: Perngershof, Pergleshoff, Pergleshof, Perglshof) wurde im Türkensteueranlagsbuch von 1606 mit 2 Höfen erwähnt, einem Gut, 5 Pferden, 13 Ochsen, 9 Kühen, 9 Rindern, einem Schwein, 81 Schafen, 6 Frischlingen. Die Steuer betrug 12 Gulden und 16 Kreuzer. Im Herdstättenbuch von 1721 erschien Bergelshof mit 3 Anwesen, 4 Häusern und 4 Feuerstätten. Im Herdstättenbuch von 1762 war es mit 3 Herdstätten und einem Inwohner sowie einer Herdstätte im Hirtenhaus mit einem Inwohner verzeichnet. Alle 3 Anwesen waren zur Stadt Nabburg grundbar. 1792 hatte Bergelshof 3 Amtsuntertanen.
1808 begann in Folge des Organischen Ediktes des Innenministers Maximilian von Montgelas in Bayern die Bildung von Gemeinden. Dabei wurde das Landgericht Nabburg zunächst in landgerichtische Obmannschaften geteilt. Bergelshof kam zur Obmannschaft Brudersdorf. Zur Obmannschaft Brudersdorf gehörten: Brudersdorf, Diepoltshof, Passelsdorf, Lissenthan, Etzelhof, Bergelshof und Ödhof.
Dann wurden 1811 in Bayern Steuerdistrikte gebildet. Dabei kam Bergelshof zum Steuerdistrikt Lissenthan. Der Steuerdistrikt Lissenthan bestand aus den beiden Dörfern Lissenthan und Etzelhof, dem Weiler Bergelshof und der Spitalwaldung Herrenberg der Stadt Nabburg. Er hatte 19 Häuser, 129 Seelen, 220 Morgen Äcker, 45 Morgen Wiesen, 55 Morgen Holz, 1 Weiher, 20 Morgen öde Gründe und Wege, 2 Pferde, 30 Ochsen, 27 Kühe, 45 Stück Jungvieh, 45 Schafe und 20 Schweine.
Schließlich wurde 1818 mit dem Zweiten Gemeindeedikt die übertriebene Zentralisierung weitgehend rückgängig gemacht und es wurden relativ selbständige Landgemeinden mit eigenem Vermögen gebildet, über das sie frei verfügen konnten. Hierbei kam Bergelshof zur Ruralgemeinde Brudersdorf. Die Gemeinde Brudersdorf bestand aus den Ortschaften Brudersdorf mit 10 Familien, Passelsdorf mit 9 Familien, Diepoltshof mit 7 Familien, Ödhof mit einer Familie, Lissenthan mit 10 Familien, Etzelhof mit 7 Familien und Bergelshof mit 6 Familien. Die Gemeinde Brudersdorf blieb bis 1972 bestehen und wurde dann nach Nabburg eingegliedert.
Bergelshof gehörte vom 18. bis zum 20. Jahrhundert zur Pfarrei Nabburg, Dekanat Nabburg.

## Einwohnerentwicklung ab 1819
| Jahr | Einwohner  | Gebäude |
| ---- | ---------- | ------- |
| 1819 | 6 Familien | k. A.   |
| 1828 | 67         | 11      |
| 1838 | 22         | 4       |
| 1864 | 33         | 17      |
| 1875 | 29         | 14      |
| 1885 | 28         | 5       |
| 1900 | 55         | 10      |
| 1913 | 28         | 5       |

| Jahr | Einwohner | Gebäude |
| ---- | --------- | ------- |
| 1925 | 40        | 5       |
| 1950 | 29        | 5       |
| 1961 | 55        | 10      |
| 1964 | 25        | 6       |
| 1970 | 70        | k. A.   |
| 1987 | 58        | 13      |
| 2011 | 50        | k. A.   |